# 埃文·韦尔斯
埃文·韦尔斯，美国电子游戏设计师和程序员，顽皮狗联席总裁。其参与制作的首个电子游戏是世嘉的《ToeJam & Earl in Panic on Funkotron》，之后于1995年转到晶体动力参与《Gex》和《Gex: Enter the Gecko》的开发。1998年韦尔斯加入顽皮狗，参与古惑狼系列、杰克与达斯特系列等多个项目后，在2005年与斯蒂芬·怀特（Stephen White）一同成为公司的联席总裁。次年，克里斯托夫·巴莱斯特拉（Christophe Balestra）取代了怀特的职位，与韦尔斯一同监督了后来的神秘海域系列和《最後生還者》的发行。巴莱斯特拉于2017年退休后，威尔斯一直是公司唯一的总裁，监督了《最后生还者 第II章》的发行，直到尼尔·德鲁克曼于2020年晋升为联席总裁。

## 职业生涯
埃文·韦尔斯于1995年毕业于斯坦福大学，获得计算机科学学位。1993年韦尔斯入职世嘉，担任《ToeJam & Earl in Panic on Funkotron》（1993年）首席测试员。1994年，韦尔斯转至晶体动力，作为程序员参与了《Gex》（1995年）的制作，作为首席设计师参与了《Gex：Enter the Gecko》的制作（1998年） 。1998年韦尔斯加入顽皮狗，参与了《古惑狼3：扭曲》（1998年）、《古惑狼赛车》（1999年）、《杰克和达斯特：旧世界的遗产》（2001年）、《杰克2》（2003年）、《杰克3》（2004年）和《杰克X：战斗赛车》（2005年）的制作。创始人贾森·鲁宾和安迪·加文于2004年离职后，韦尔斯与斯蒂芬怀特一起成为顽皮狗的联席总裁；次年，克里斯托夫·巴莱斯特拉（Christophe Balestra）取代了怀特的职位，与韦尔斯一同监督了神秘海域系列（2007-2017年）和《最后生还者》（2013年）的发行。巴莱斯特拉于2017年4月退休后，威尔斯成为公司唯一的总裁。尼尔·德鲁克曼于2018年3月晋升为副总裁，并于2020年12月起与韦尔斯一同担任联席总裁。威尔斯是电影《神秘海域》（2022年），以及HBO的游戏改编电视剧《最后生还者》的执行制作人。

## 作品

### 电子游戏
| 年份 | 名称                                | 职位                 |
| ---- | ----------------------------------- | -------------------- |
| 1993 | ToeJam & Earl in Panic on Funkotron | 首席测试员，关卡设计 |
| 1995 | Gex                                 | 程序员               |
| 1998 | Gex: Enter the Gecko                | 首席设计师           |
| 1998 | 古惑狼3：扭曲                       | 首席设计师           |
| 1999 | 古惑狼赛车                          | 首席设计师           |
| 2001 | 杰克和达斯特：旧世界的遗产          | 首席设计师           |
| 2003 | 杰克2                               | 首席设计师           |
| 2004 | 杰克3                               | 首席设计师           |
| 2005 | 杰克X：战斗赛车                     | 联席总裁，总监       |
| 2007 | 秘境探險：黃金城秘寶                | 联席总裁             |
| 2009 | 秘境探險2：盜亦有道                 | 联席总裁             |
| 2011 | 秘境探險3：德瑞克的騙局             | 联席总裁             |
| 2013 | 最後生還者                          | 联席总裁             |
| 2014 | 最後生還者：拋諸腦後                | 联席总裁             |
| 2016 | 神秘海域4：盗贼末路                 | 联席总裁             |
| 2017 | 秘境探險：失落的遺產                | 总裁                 |
| 2020 | 最后生还者 第II章                   | 总裁                 |

### 电影和电视剧
| 年   | 标题                          | 注释               |
| ---- | ----------------------------- | ------------------ |
| 2013 | 扎根：制作《最后生还者》 （Grounded: Making The Last of Us） | 纪录片             |
| 2015 | 与创作者对话 （Conversations with Creators）             | 网络剧；第2集      |
| 2022 | 神秘海域                      | 电影；执行制片人   |
| 2023 | 最后生还者                    | 电视剧；执行制片人 |